# Filippo Pocci
Filippo Pocci (* 4. Juni 1912 in Rom; † 11. Dezember 1991) war ein italienischer römisch-katholischer Geistlicher und Weihbischof in Rom.

## Leben
Filippo Pocci empfing am 6. März 1943 das Sakrament der Priesterweihe für das Bistum Rom.
Am 8. Juli 1961 ernannte ihn Papst Johannes XXIII. zum Titularbischof von Ierichus und zum Weihbischof in Rom. Der Pro-Kardinalvikar von Rom, Luigi Traglia, spendete ihm am 30. Juli desselben Jahres die Bischofsweihe; Mitkonsekratoren waren der Vizegerent des Bistums Rom, Erzbischof Ettore Cunial, und der Sakristan des Apostolischen Palastes, Kurienbischof Petrus Canisius Jean van Lierde OSA. Pocci nahm an allen vier Sitzungsperioden des Zweiten Vatikanischen Konzils teil.
Papst Paul VI. nahm am 24. Mai 1975 das von Filippo Pocci vorgebrachte Rücktrittsgesuch an.